# Działanie (fizyka)
Działanie – podstawowe pojęcie mechaniki teoretycznej. Wyraża się w jednostkach iloczynu energii i czasu bądź pędu i drogi. Działanie to całka lagranżjanu układu między dwoma stanami:
{\displaystyle S=\int \limits _{t_{1}}^{t_{2}}Ldt.}
Obowiązuje wariacyjna zasada najmniejszego działania analogiczna do zasady najmniejszego czasu.
Funkcja działania {\displaystyle S(\mathbf {q} ,t)} to całka dana wzorem:
{\displaystyle S_{\mathbf {q} _{0},t_{0}}(\mathbf {q} ,t)=\int _{\gamma }Ldt,}
gdzie {\displaystyle \mathbf {q} } to współrzędne uogólnione, a {\displaystyle \gamma } to ekstremala łącząca punkty {\displaystyle (\mathbf {q} ,t)} i {\displaystyle (\mathbf {q} _{0},t_{0}).} Definicja ta ma sens pod warunkiem, że ekstremale wychodzące z punktu {\displaystyle (\mathbf {q} ,t)} więcej się nie przecinają.
Funkcja działania spełnia równanie Hamiltona-Jacobiego.

## Równania Eulera-Lagrange’a
Równania Eulera-Lagrange’a otrzymuje się z warunku, że pochodne funkcjonalne działania {\displaystyle S} względem funkcji {\displaystyle q_{i}(t)} zerują się, tj.
{\displaystyle {\frac {\delta {\mathcal {S}}}{\delta q_{i}(t)}}=0,\quad i=1,\dots ,n,}
co implikuje równanie Eulera-Lagrange’a:
{\displaystyle {\frac {d}{dt}}\left({\frac {\partial L}{\partial {\dot {q}}_{i}}}\right)-{\frac {\partial L}{\partial q_{i}}}=0,}
którego rozwiązaniem są funkcje {\displaystyle x(t),} dla których {\displaystyle S} jest stacjonarne. To znaczy, że dla niewielkich odchyleń od {\displaystyle x(t)} {\displaystyle S} zmienia się nieznacznie. Jest to warunkiem koniecznym, żeby {\displaystyle S} przyjmowało dla {\displaystyle x(t)} ekstremum.

## Przykład: Cząstka swobodna
Cząstka swobodna o masie m, mająca prędkość v porusza się w przestrzeni Euklidesa po prostej. Wykażemy to korzystając z równań Eulera-Lagrange’a zapisanych we współrzędnych biegunowych.
(1) Dla cząstki swobodnej potencjał jest zerowy, dlatego Lagrangian jest równy energii kinetycznej. We współrzędnych (x, y) ma on postać
{\displaystyle L={\frac {1}{2}}mv^{2}={\frac {1}{2}}m\left({\dot {x}}^{2}+{\dot {y}}^{2}\right),}
gdzie kropka oznacza różniczkowanie po parametrze, zadającym krzywą. Zwykle jest to czas.
(2) We współrzędnych biegunowych Lagrangian ma postać:
{\displaystyle L={\frac {1}{2}}m\left({\dot {r}}^{2}+r^{2}{\dot {\varphi }}^{2}\right).}
Równania Eulera-Lagrange’a separują się na dwa równania, zależne od współrzędnej radialnej {\displaystyle r} oraz kąta {\displaystyle \varphi }
{\displaystyle {\begin{aligned}{\frac {d}{dt}}\left({\frac {\partial L}{\partial {\dot {r}}}}\right)-{\frac {\partial L}{\partial r}}&=0&&\Rightarrow &{\ddot {r}}-r{\dot {\varphi }}^{2}&=0\\{\frac {d}{dt}}\left({\frac {\partial L}{\partial {\dot {\varphi }}}}\right)-{\frac {\partial L}{\partial \varphi }}&=0&&\Rightarrow &{\ddot {\varphi }}+{\frac {2}{r}}{\dot {r}}{\dot {\varphi }}&=0\end{aligned}}}
(3) Rozwiązania tych równań mają postać:
{\displaystyle {\begin{aligned}r\cos \varphi &=at+b,\\r\sin \varphi &=ct+d,\end{aligned}}}θ
gdzie {\displaystyle a,\,b,\,c,\,d} – stałe zależne od warunków początkowych. Rozwiązane to przedstawia linie prostą we współrzędnych biegunowych.